# اتحاد اليابان لمنظمات ضحايا القنبلتين الذرية والهيدروجينية
الاتحاد الياباني لمنظمات ضحايا القنبلة الذرية والهيدروجينية (日本原水爆被害者団体協議会 Nihon gensuibaku higaisha dantai kyōgi-kai)، والذي يُختصر غالبًا إلى نيهون هيدانكيو (日本被団協 Nihon Hidankyō)، هو منظمة أسسها هيباكوشا (ضحايا القصف الذري على هيروشيما وناجازاكي) في عام 1956 بهدف الضغط على الحكومة اليابانية لتحسين دعم الضحايا وَممارسة الضغط على الحكومات لإلغاء الأسلحة النووية.
حصلت هذه المنظمة على جائزة نوبل للسلام لعام 2024 "لجهودها الرامية إلى تحقيق عالم خالٍ من الأسلحة النووية ولإثباتها من خلال شهادات الشهود أنه لا ينبغي استخدام الأسلحة النووية مرة أخرى".

## النشاطات
اعتبارًا من أكتوبر 2024، تشمل أنشطة نيهون هيدانكيو ما يلي:
- الدعوة إلى إلغاء الأسلحة النووية والمطالبة بتعويضات من الدولة.
- تقديم التماسات إلى الحكومة اليابانية والأمم المتحدة والحكومات الأخرى.
- القضاء على الأسلحة النووية وإزالتها، وإنشاء معاهدة دولية لنزع السلاح النووي، وعقد مؤتمرات دولية، وسن قوانين غير نووية وتعزيز تدابير دعم الهيباكوشا.
- زيادة الوعي بحقائق القصف الذري محليًا ودوليًا.
- البحث والدراسة والنشر والمعارض والتجمعات حول أضرار القنبلة الذرية.
- التشاور وأنشطة الدعم للناجين من القصف الذري.

## روابط خارجية
- نيهون هيدانكيو (باللغة اليابانية)
- نيهون هيدانكيو (باللغة الإنجليزية)
- هيباكوشا - الناجين من القصف الذري (باللغة الإنجليزية)
- تصريحات الأمين العام للأمم المتحدة بان كي مون (باللغة الإنجليزية)